# Chris Weidman
Chris Weidman (ur. 17 czerwca 1984 w Baldwin) – amerykański zawodnik mieszanych sztuk walki wagi średniej. Były zawodnik UFC, gdzie w latach 2013–2015 był mistrzem w swojej wadze.

## Kariera MMA

### Ring of Combat
Weidman zadebiutował w formule MMA jako zawodnik Team Serra-Longo w 2009 roku na gali Ring of Combat. Walczył w wadze średniej przeciwko Reubemowi Lopesowi, którego poddał przez kimurę w pierwszej rundzie.
Chris Weidman zdobył pas Ring of Combat w wadze średniej 24 września, pokonując obecnego zawodnika UFC – Uriaha Halla na gali Ring of Combat 31. Weidman obronił pas jednokrotnie, po czym podpisał kontrakt z Ultimate Fighting Championship.

### Ultimate Fighting Championship

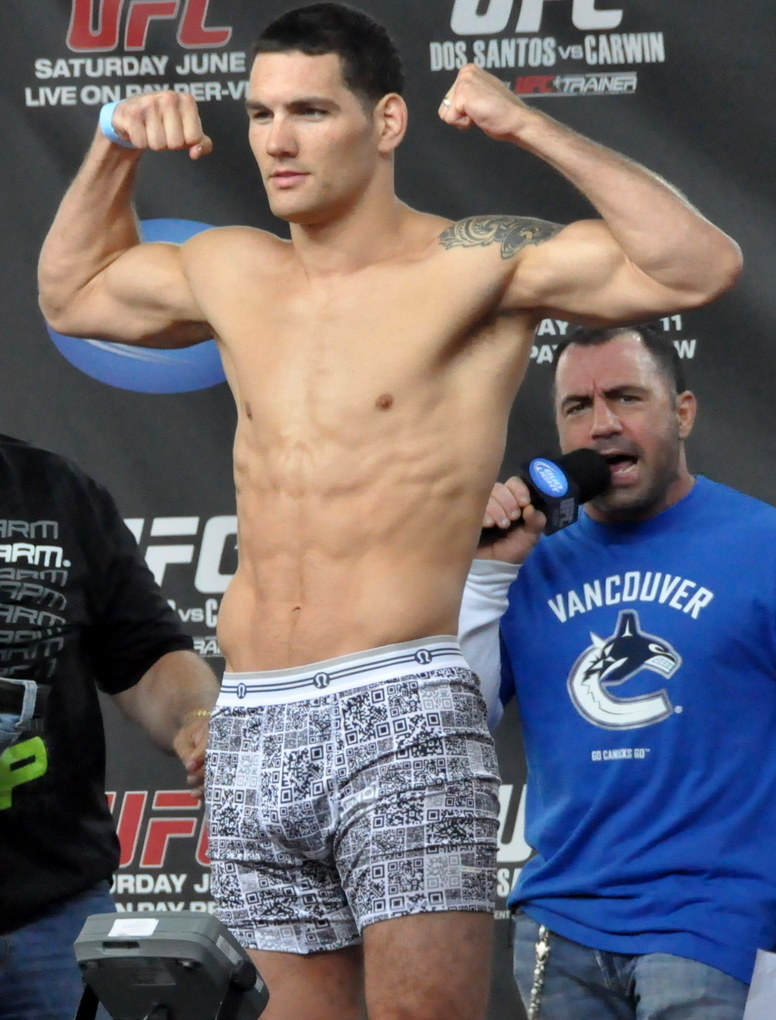
Weidman na ważeniu przed galą UFC 131

Weidman zadebiutował w UFC przeciwko Alessio Sakarze 3 marca 2011 roku podczas gali UFC Live: Sanchez vs. Kampmann, zastępując kontuzjowanego Rafaela Natala. Weidman po tej wygranej walce odniósł kolejne 4 zwycięstwa i dostał szansę walki z Andersonem Silvą o pas wagi średniej UFC.
Weidman przerwał passę 17 zwycięstw Silvy, pokonując go w drugiej rundzie przez nokaut. Chris Weidman zszokował cały świat MMA i środowisko z nim związane.

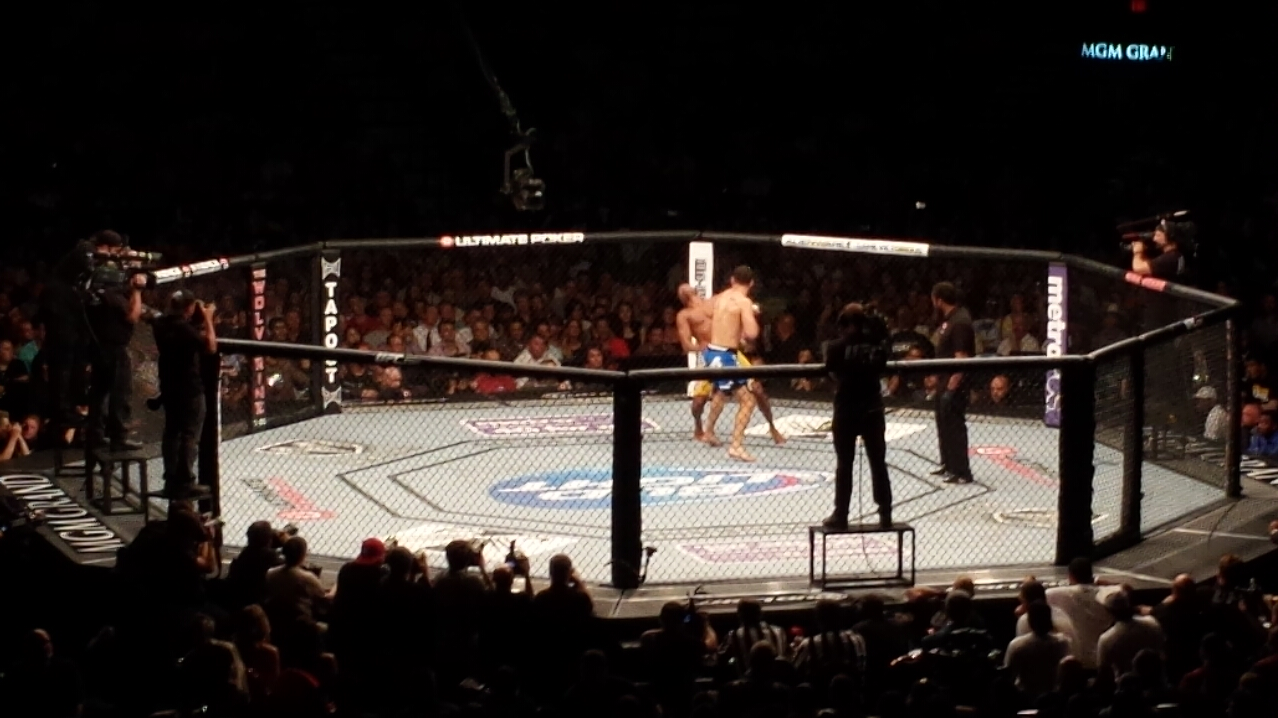
Weidman nokautuję Silvę i odbiera mu mistrzowski tytuł (UFC 162)

Na UFC 168, 28 grudnia 2013 roku, w rewanżowej walce z Andersonem Silvą, wygrał przez TKO w drugiej rundzie, na skutek złamania nogi przez byłego mistrza tej kategorii. Ogłoszono, że jego kolejnym rywalem będzie inny Brazylijczyk, Vitor Belfort. Niestety walka nie doszła do skutku, gdyż u Belforta wykryto TRT czyli środek zakazany. Zastąpił go Lyoto Machida, z którym Chris wygrał na gali UFC 175 jednogłośnie na punkty. Następnym przeciwnikiem mistrza wagi średniej został '' Belfort którego Weidman pokonał przez techniczny nokaut w 1. rundzie.
12 grudnia 2015 na gali UFC 194 uległ Lukowi Rockholdowi przez TKO w 4. rundzie i stracił tytuł.
4 czerwca 2016, na UFC 199 miał zmierzyć się z Rockholdem w rewanżu, lecz doznał kontuzji i wypadł z pojedynku. 12 listopada 2016 przegrał przez nokaut z Kubańczykiem Yoelem Romero.

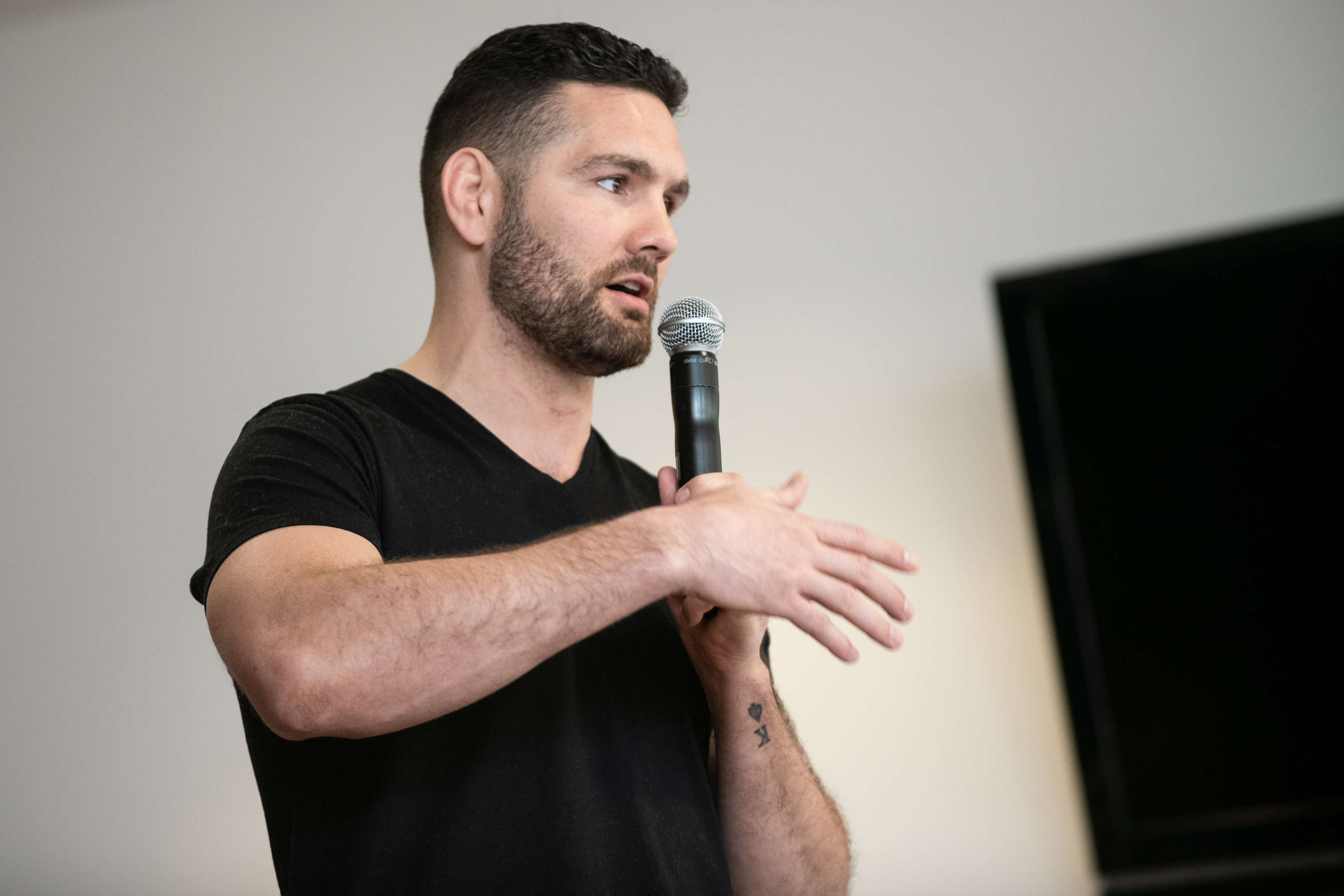
Chris Weidman odpowiada na pytania podczas pokazu USO w bazie lotniczej Ramstein w Niemczech

8 kwietnia 2017 poniósł trzecią porażkę z rzędu w kontrowersyjnych okolicznościach z rąk Gegarda Mousasiego. Holender w drugiej rundzie zadał ciosy kolanem w głowę Amerykanina przy trzech punktach podparcia (stopy i jedna dłoń na ziemi, wg Unified Rules of Mixed Martial Arts od 2017 są legalne), które sędzia przez niedopatrzenie zinterpretował jako faul jakoby Mousasi zadał ciosy w momencie, gdy Weidman posiadał cztery punkty podparcia (czyli stopy i obie dłonie) co w świetle zunifikowanych reguł MMA jest już zabronione. Zarządzono kilkuminutową przerwę w czasie której przejrzano powtórki z kontrowersyjną akcją, z której wynikało iż Mousasi zadał legalne ciosy.
8 sierpnia 2020 roku na UFC Fight Night 174 zmierzył się z Omarim Achmedowem. Wygrał walkę jednogłośną decyzją.
Oczekiwano, że jego rewanż z Uriahem Hallem odbędzie się 13 lutego 2021 roku na gali UFC 258, jednak Weidman został wycofany z wydarzenia z powodu pozytywnego wyniku testu na obecność Covid-19, a walka została odwołana. Rewanż przełożono na galę UFC 261 w dniu 24 kwietnia 2021 roku. Na początku pierwszej rundy Weidman wyprowadził mocne kopnięcie, które Hall skontrował lewym kolanem, powodując złamanie prawej kości strzałkowej i kości piszczelowej Weidmana przy kontakcie. Weidman natychmiast upadł na matę, a sędzia Herb Dean przerwał walkę i ogłosił Halla zwycięzcą przez techniczny nokaut.
Po kontuzji na UFC 261 został przewieziony do szpitala, gdzie przeszedł operację. Następnego dnia ogłosił, że lekarze poinformowali go, że nie będzie mógł chodzić bez kul przez osiem tygodni i będzie potrzebował okresu rekonwalescencji trwającego od sześciu do dwunastu miesięcy, zanim będzie mógł wznowić treningi mieszanych sztuk walki. Od połowy czerwca wrócił już do lekkich treningów w ciągu siedmiu tygodni od kontuzji. Następnie przeszedł drugą operację, ponieważ złamanie nie goiło się prawidłowo. Od początku 2022 miał nadzieję, że jego najbliższa walka zostanie zaplanowana przed końcem roku.
Po ponad dwóch latach nieobecności zmierzył się z Bradem Tavaresem na UFC 292 w dniu 19 sierpnia 2023 roku. Przegrał walkę jednogłośną decyzją.
30 marca 2024 roku na UFC on ESPN 54 zawalczył z Bruno Silvą. Początkowo wygrał walkę przez TKO w trzeciej rundzie, jednak wynik został natychmiast zmieniony na zwycięstwo Weidmana decyzją techniczną, ponieważ nieumyślnie szturchnął Silvę w oko podczas akcji kończącej. Postawa sędziego wzbudziła wiele kontrowersji.
9 listopada 2024 roku na gali UFC 309 miał zmierzyć się z Erykiem Andersem, jednak wycofał się on w dniu imprezy z powodu zatrucia pokarmowego poprzedniej nocy i walka została odwołana. Pojedynek przełożono na UFC 310 w dniu 7 grudnia 2024. Przebiegał on w limicie umownym do 88 kg. Weidman przegrał walkę przez techniczny nokaut pod koniec drugiej rundy.
17 stycznia 2025 roku podczas ceremonii ważenia przed galą UFC 311 ogłosił przejście na sportową emeryturę i zakończenie kariery.

## Życie prywatne
Weidman jest praktykującym chrześcijaninem. Jego żona ma na imię Marvi, ma z nią dwójkę dzieci. Ma dwóch braci oraz siostrę.

## Osiągnięcia

### Mieszane sztuki walki
- Ring of Combat
  - 2010: mistrz ROC w wadze średniej (jedna obrona)
- Ultimate Fighting Championship
  - 2013–2015: mistrz UFC w wadze średniej (trzy obrony)

## Lista zawodowych walk w MMA
| Wynik     | Bilans | Przeciwnik (bilans przed walką) | Rozstrzygnięcie                                                | Runda | Czas | Rozgrywki                               | Data       | Miejsce       | Uwagi                                                                   |
| --------- | ------ | ------------------------------- | -------------------------------------------------------------- | ----- | ---- | --------------------------------------- | ---------- | ------------- | ----------------------------------------------------------------------- |
| Przegrana | 16-8   | Eryk Anders (16-8. 1 NC)        | TKO (ciosy pięściami w parterze)                               | 2     | 4:51 | UFC 310                                 | 07.12.2024 | Las Vegas     | Pojedynek w limicie umownym -88 kg.                                     |
| Wygrana   | 16-7   | Bruno Silva (23-10)             | Techniczna decyzja (jednogłośna)                               | 3     | 2:18 | UFC Fight Night: Blanchfield vs. Fiorot | 30.03.2024 | Atlantic City |                                                                         |
| Przegrana | 15-7   | Brad Tavares (19-8)             | Decyzja (jednogłośna)                                          | 3     | 5:00 | UFC 292                                 | 19.08.2023 | Boston        |                                                                         |
| Przegrana | 15-6   | Uriah Hall (16-9)               | TKO (kontuzja - złamanie nogi)                                 | 1     | 0:17 | UFC 261                                 | 24.04.2021 | Jacksonville  |                                                                         |
| Wygrana   | 15-5   | Omari Akhmedov (20-4-1)         | Decyzja (jednogłośna)                                          | 3     | 5:00 | UFC Fight Night: Lewis vs. Oleinik      | 08.08.2020 | Las Vegas     | Powrót do wagi średniej.                                                |
| Przegrana | 14-5   | Dominick Reyes (11-0)           | TKO (ciosy w parterze)                                         | 1     | 1:43 | UFC on ESPN 2: Weidman vs. Reyes        | 18.10.2019 | Boston        | Debiut w wadze półciężkiej. Main Event.                                 |
| Przegrana | 14-4   | Ronaldo Souza (25-6)            | TKO (prawy sierpowy i ciosy w parterze)                        | 3     | 2:46 | UFC 230                                 | 03.11.2018 | Nowy Jork     | Bonus za walkę wieczoru.                                                |
| Wygrana   | 14-3   | Kelvin Gastelum (14-2)          | Poddanie (trójkąt rękoma)                                      | 3     | 3:45 | UFC on FOX 25: Weidman vs. Gastelum     | 22.07.2017 | Long Island   |                                                                         |
| Przegrana | 13-3   | Gegard Mousasi (41-6-2)         | TKO (ciosy kolanami)                                           | 2     | 3:13 | UFC 210                                 | 08.04.2017 | Buffalo       |                                                                         |
| Przegrana | 13-2   | Yoel Romero (11-1)              | TKO (uderzenie z wyskoku kolanem i ciosy pięściami w parterze) | 3     | 0:24 | UFC 205                                 | 12.11.2016 | Nowy Jork     |                                                                         |
| Przegrana | 13-1   | Luke Rockhold (14-2)            | TKO (ciosy pięściami w parterze)                               | 4     | 3:12 | UFC 194                                 | 12.12.2015 | Las Vegas     | Stracił pas mistrzowski UFC w wadze średniej. Bonus za walkę wieczoru.  |
| Wygrana   | 13-0   | Vitor Belfort (24-10)           | TKO (ciosy pięściami w parterze)                               | 1     | 2:53 | UFC 187                                 | 23.05.2015 | Las Vegas     | Obronił pas mistrzowski UFC w wadze średniej. Bonus za występ wieczoru. |
| Wygrana   | 12-0   | Lyoto Machida (21-4)            | Decyzja (jednogłośna)                                          | 5     | 5:00 | UFC 175                                 | 05.07.2014 | Las Vegas     | Obronił pas mistrzowski UFC w wadze średniej. Bonus za walkę wieczoru.  |
| Wygrana   | 11-0   | Anderson Silva (33-5)           | TKO (przerwanie walki przez lekarza)                           | 2     | 1:16 | UFC 168                                 | 28.12.2013 | Las Vegas     | Obronił pas mistrzowski UFC w wadze średniej.                           |
| Wygrana   | 10-0   | Anderson Silva (33-4)           | KO (ciosy pięściami)                                           | 2     | 1:18 | UFC 162                                 | 06.07.2013 | Las Vegas     | Zdobył pas mistrzowski UFC w wadze średniej. Bonus za nokaut wieczoru.  |
| Wygrana   | 9-0    | Mark Muñoz (12-2)               | KO (ciosy łokciami i pięściami)                                | 2     | 1:37 | UFC on Fuel TV: Munoz vs. Weidman       | 11.07.2012 | San Jose      | Bonus za nokaut wieczoru.                                               |
| Wygrana   | 8-0    | Demian Maia (15-3)              | Decyzja (jednogłośna)                                          | 3     | 5:00 | UFC on Fox: Evans vs. Davis             | 28.01.2012 | Chicago       |                                                                         |
| Wygrana   | 7-0    | Tom Lawlor (7-3)                | Poddanie (duszenie D'arce)                                     | 3     | 5:00 | UFC 139                                 | 19.11.2011 | San Jose      |                                                                         |
| Wygrana   | 6-0    | Jesse Bongfeldt (21-7-1)        | Poddanie (duszenie gilotynowe)                                 | 1     | 4:54 | UFC 131                                 | 11.06.2011 | Vancouver     | Bonus za poddanie wieczoru.                                             |
| Wygrana   | 5-0    | Alessio Sakara (15-7)           | Decyzja (jednogłośna)                                          | 3     | 5:00 | UFC Live: Sanchez vs. Kampmann          | 03.03.2011 | Louisville    | Debiut w UFC                                                            |
| Wygrana   | 4-0    | Valdir Araujo (5-1)             | Decyzja (jednogłośna)                                          | 3     | 5:00 | ROC 33                                  | 03.12.2010 | Atlantic City | Obronił pas ROC w wadze średniej.                                       |
| Wygrana   | 3-0    | Uriah Hall (4-0)                | TKO (ciosy pięściami)                                          | 1     | 3:06 | ROC 31                                  | 24.09.2010 | Atlantic City | Zdobył pas ROC w wadze średniej.                                        |
| Wygrana   | 2-0    | Mike Stewart (3-1)              | TKO (ciosy pięściami)                                          | 1     | 2:38 | ROC 24                                  | 17.04.2009 | Atlantic City | Walka w umownym limicie -86,2 kg / 190 lbs.                             |
| Wygrana   | 1-0    | Reubem Lopes (0-0)              | Poddanie (kimura)                                              | 1     | 1:35 | ROC 23                                  | 20.02.2009 | Atlantic City | Debiut w MMA. Walka w umownym limicie -86,2 kg / 190 lbs.               |